# Денежная реформа на Украине 1996 года

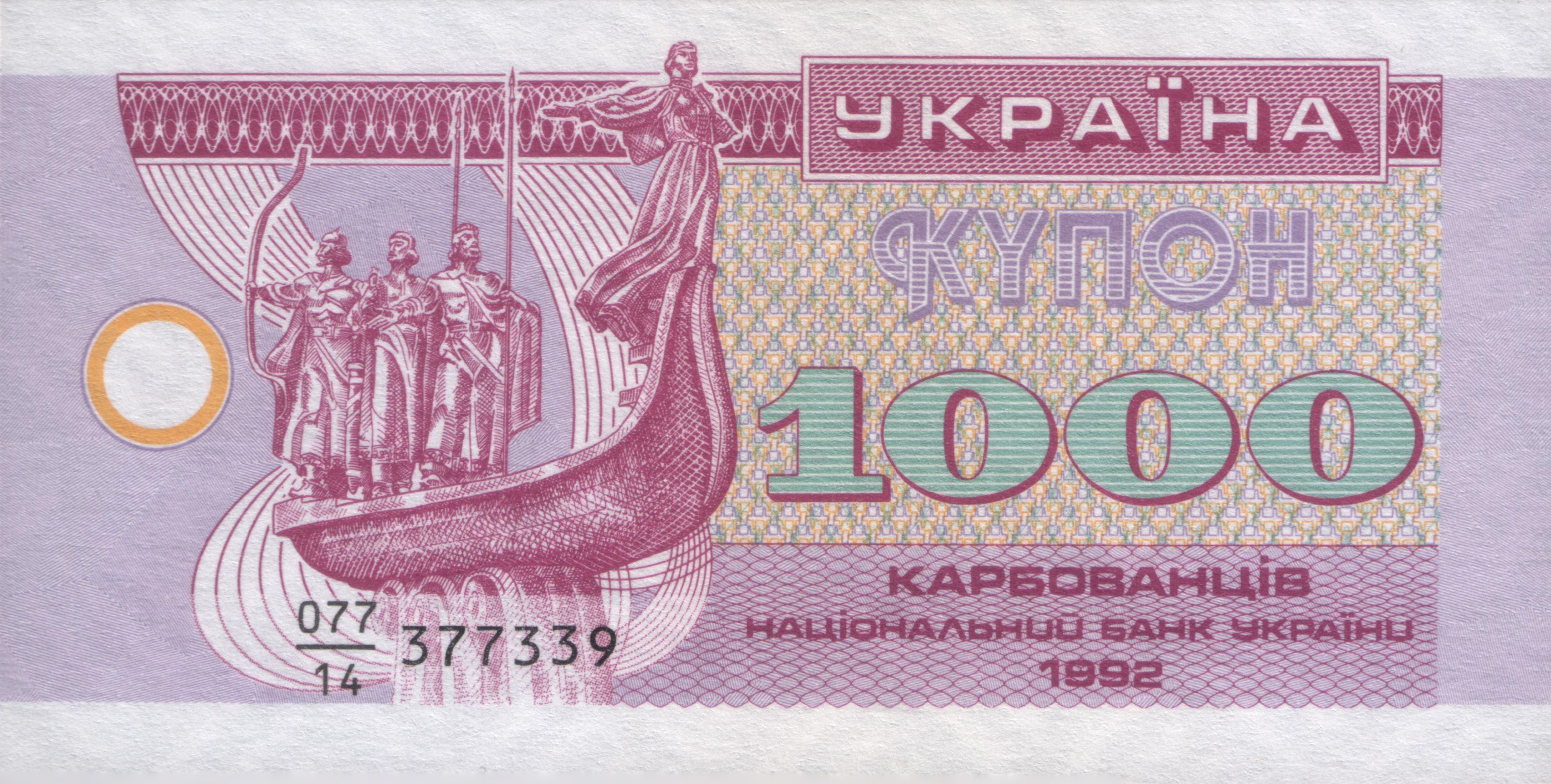
Купон номиналом 1000 карбованцев образца 1992 года (аверс), выведен из обращения в результате реформы 1996 года

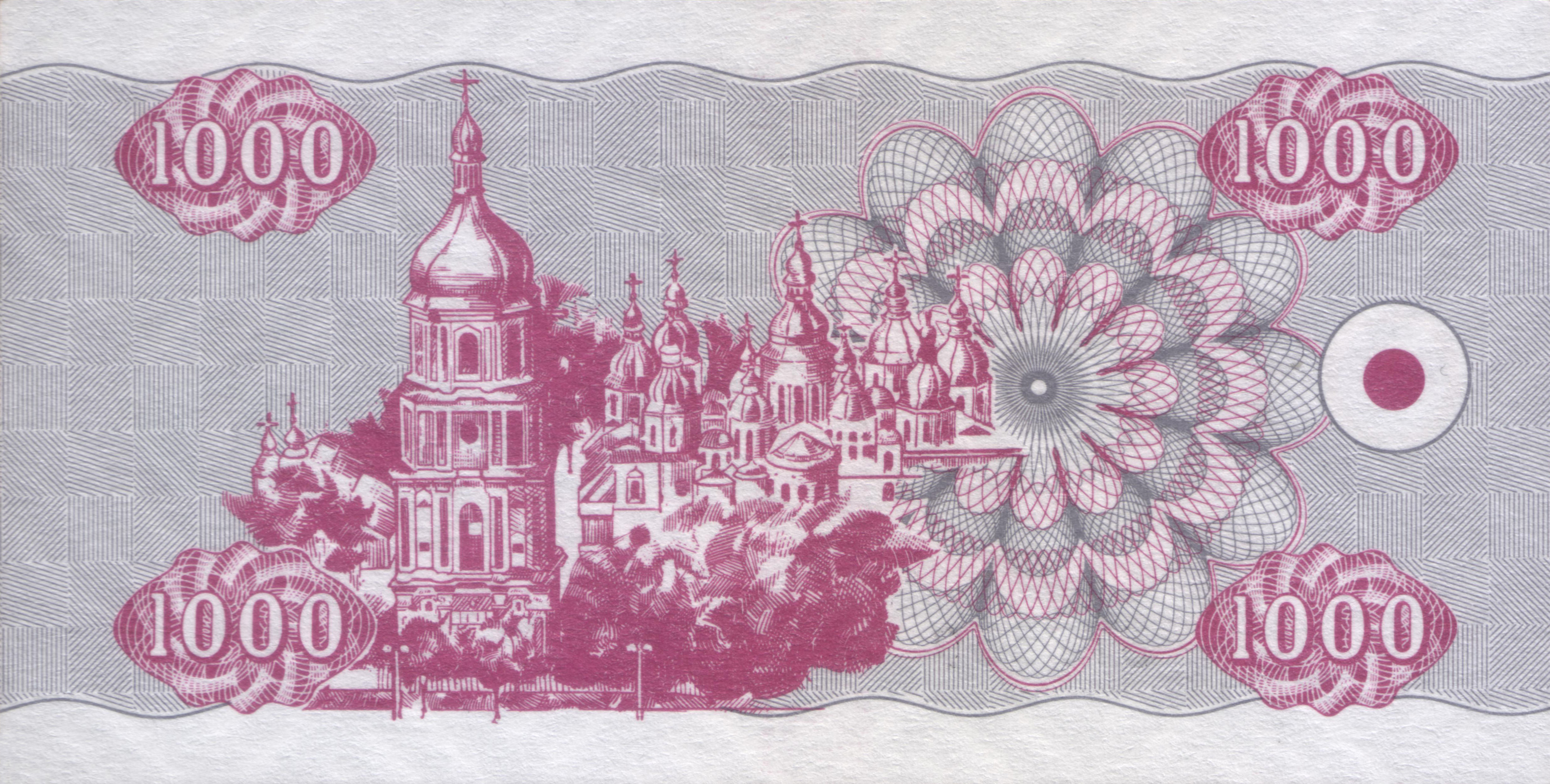
Купон номиналом 1000 карбованцев образца 1992 года (реверс), выведен из обращения в результате реформы 1996 года. К моменту начала реформы его стоимость составляла 0,01 гривны (1 копейку)

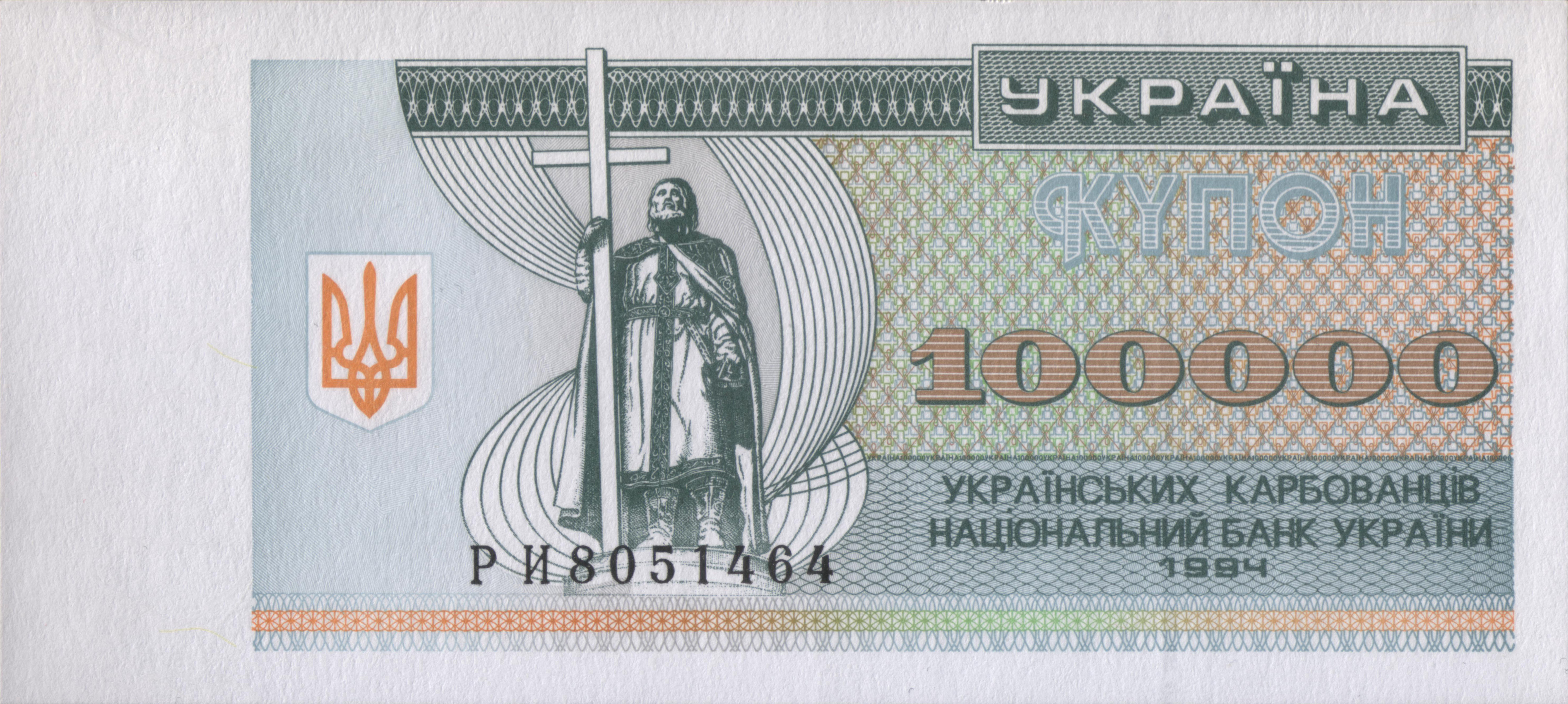
Купон номиналом 100 000 карбованцев образца 1993 года (аверс), выведен из обращения в результате реформы 1996 года

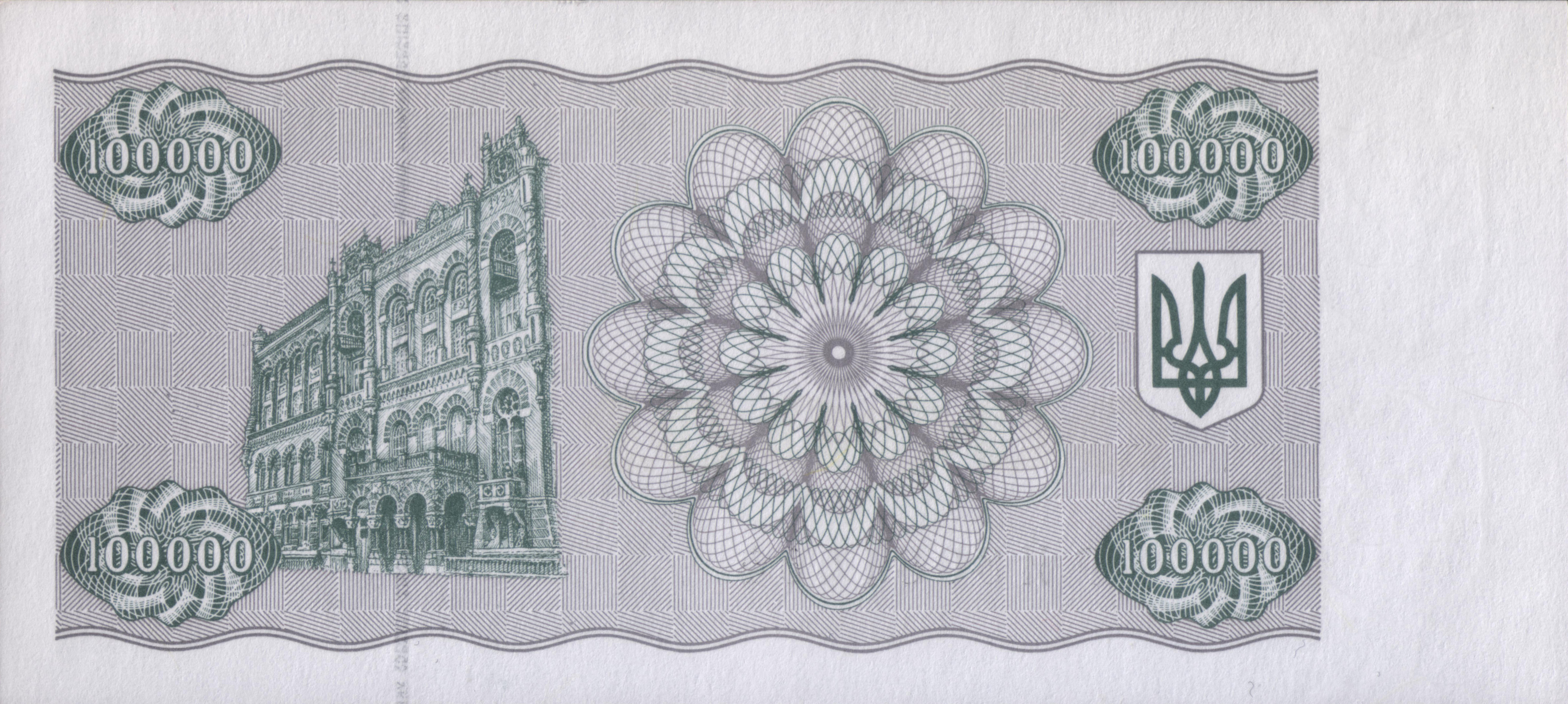
Купон номиналом 100 000 карбованцев образца 1993 года (реверс), выведен из обращения в результате реформы 1996 года. К моменту начала реформы его стоимость составляла всего 1 гривну

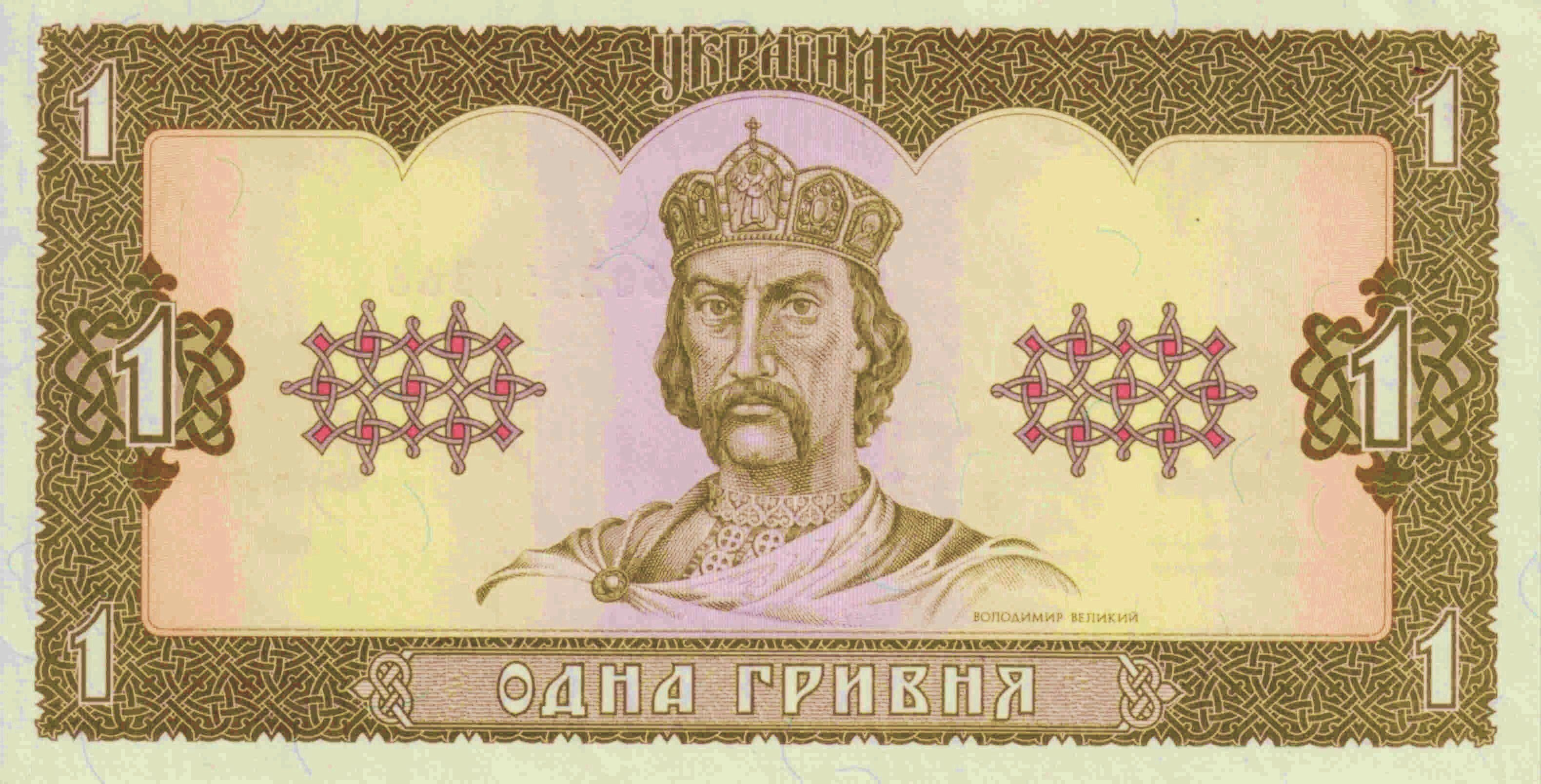
Банкнота номиналом 1 гривна образца 1992 года (аверс), введена в обращение 2 сентября 1996 года

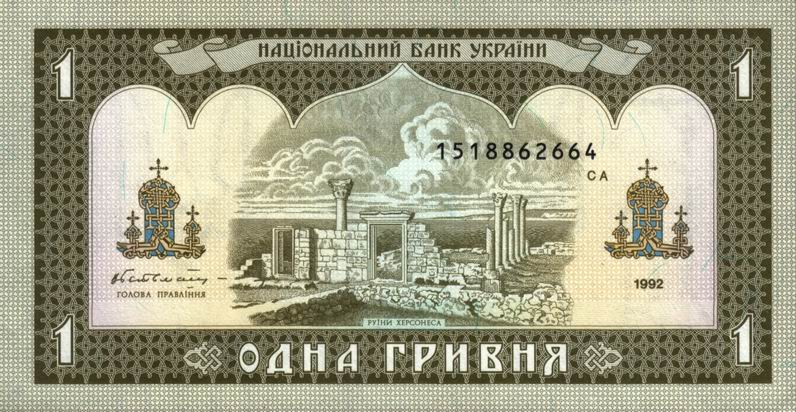
Банкнота номиналом 1 гривна образца 1992 года (реверс), введена в обращение 2 сентября 1996 года

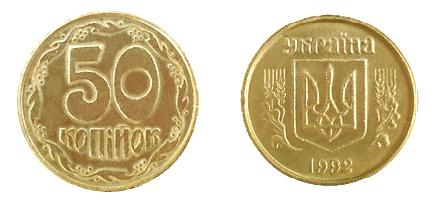
Монета номиналом 50 копеек (введена в обращение 2 сентября 1996 года)

Денежная реформа 1996 года — официальное введение в обращение определённой Конституцией Украины (1996 год, статьи 99 и 102) и другими законодательными актами независимой Украины новой национальной валюты — гривны и её сотой части — копейки. Суть реформы состояла в деноминации девальвированных купоно-карбованцев по курсу 100 тысяч за 1 гривну. С 2 по 16 сентября 1996 года в обороте циркулировали обе денежные единицы. В банках обмен производили без ограничений и комиссии до 1998 года.
В результате реформы была создана новая денежная единица украинская гривна.

## Предпосылки
Государственная независимость Украины была провозглашена в августе 1991 года. Акт провозглашения независимости Украины подразумевал необходимость создания собственной денежной единицы (национальной валюты) и собственной денежной системы как важных условий политической и экономической независимости. С 10 января 1992 года в соответствии с постановлением Верховной рады «О введении в обращение на территории республики купонов многоразового использования» (укр. «Про введення в обіг на території республіки купонів багаторазового використання») от 9 сентября 1991 года Национальным банком Украины были введены в обращение предшественники гривны — временные банкноты, имевшие название купон и номинированные в рублях (укр. карбованець). Официально они назывались карбованцы, употреблялось также название купоно-карбованцы, за которыми в конце 1992 закрепилось название украинского карбованца. С момента введения в наличный оборот купонов многоразового использования на Украине имели одновременное хождение две валюты: советские рубли и украинские купоно-карбованцы. При этом для расчётов за продовольственные и промышленные товары к оплате принимались исключительно купоно-карбованцы, а для оплаты товаров, приобретённых на колхозных рынках и базарах, для осуществления расчётов за услуги и других видов платежей принимались как рубли бывшего СССР так и купоно-карбованцы по курсу один к одному (1:1). В первые месяцы после введения, в связи с ограниченным количеством в обращении и высокой востребованностью купоно-карбованцев (ажиотажным спросом), они ценились несколько выше советских рублей. Постепенно к апрелю 1992 года всё наличное обращение заполнили купоно-карбованцы. В ноябре 1992 года рубли бывшего СССР были заменены на карбованцы и в безналичных расчётах. Несмотря на то, что использование в денежном обращении купоно-карбованцев предполагалось на срок 4—6 месяцев, они имели хождение до 1996 года, фактически приняв на себя всю тяжесть инфляционного удара.
В хранилищах на территории Канады и США находились отпечатанные в 1992 году новые гривны. Однако высокие темпы инфляции вынудили отложить её введение на несколько лет. Несмотря на то, что банкноты новой национальной валюты Украины (гривны) были отпечатаны в 1992 году вводить её в обращение имело смысл только в случае остановки очень высоких темпов инфляции. В результате политики, проводимой Национальным банком Украины, в 1993 году темп инфляции превысил 10 000 %. Проведение денежной реформы в этих условиях привело бы к быстрому обесцениванию уже отпечатанной гривны. Вместо этого был предложен оригинальный метод, сыгравший позитивную роль и который позже многими был раскритикован — привязка купоно-карбованца к доллару США. Таким образом, для стабилизации ситуации вводился административный фиксированный курс и внедрялся обязательный выкуп валюты для оплаты критического импорта. Постепенно (за два года) удалось создать благоприятную почву для ввода гривны путём максимально возможного сближения коммерческого и официального курса доллара США.
| Стоимость 1 доллара США в купоно-карбованцах по годам: | Стоимость 1 доллара США в купоно-карбованцах по годам: | Стоимость 1 доллара США в купоно-карбованцах по годам: | Стоимость 1 доллара США в купоно-карбованцах по годам: |
| 1992                                                   | 1993                                                   | 1994                                                   | 1995                                                   |
| ------------------------------------------------------ | ------------------------------------------------------ | ------------------------------------------------------ | ------------------------------------------------------ |
| 208                                                    | 4539                                                   | 31 700                                                 | 147 463                                                |

Предпосылками проведения денежной реформы стало замедление темпов девальвации, попытка привести в порядок денежную массу, а также успокоить рынок и население обещаниями стабильного курса новой национальной валюты гривны по сравнению с девальвированным купоном. Необходимость введения новой денежной единицы также была обусловлена низким качеством купоно-карбованцев. Плохая бумага, практически полное отсутствие степеней защиты (на банкнотах присутствовали только водяные знаки) делали возможным печатать подделки на цветных принтерах. Только в 1996 году из оборота изъяли 14 млрд фальшивых карбованцев.

## Создание новых банкнот и монет

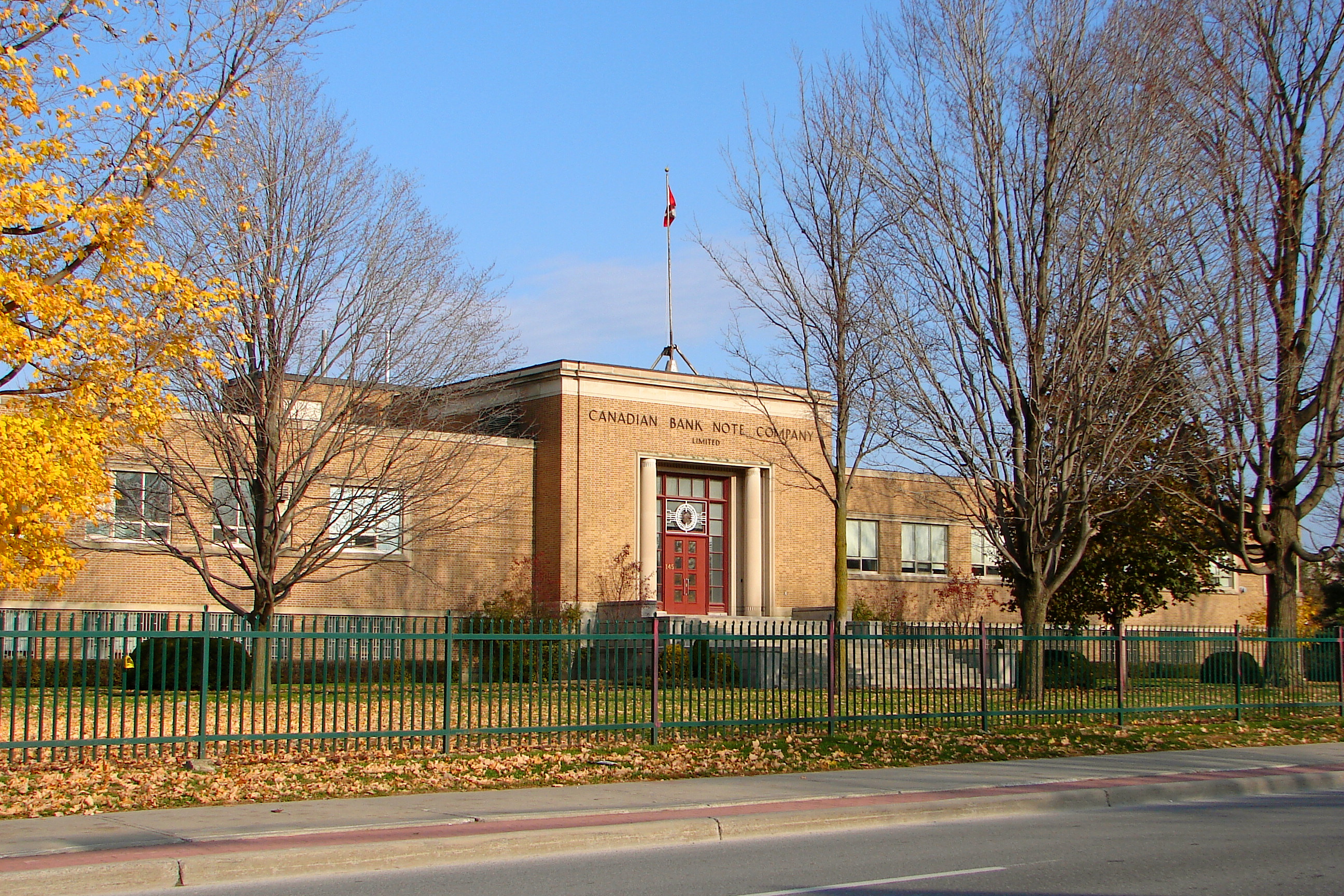
Canadian Bank Note Company, Оттава

По воспоминаниям автора первых денежных купюр независимой Украины, известного украинского художника и писателя, Народного художника Украины Василия Ивановича Лопаты, в апреле 1991 года для участия в разработке эскизов новой украинской валюты пригласили известных художников УССР. В состав коллектива по разработке эскизов вошли народный художник Украины А. Данченко, заслуженные деятели искусств Украины В. Перевальский, заслуженные художники Украины В. Юрчишин, С. Якутович и сам В. Лопата. Работа по созданию денежных купюр проходила под эгидой комиссии Верховной рады Украины по вопросам экономических реформ и управления народным хозяйством, а также комиссии по вопросам культуры и духовного возрождения. Эскизы денежной купюры рассматривал Президиум Верховного Совета под председательством Леонида Кравчука, который утвердил эскизы, подготовленные В. И. Лопатой.
В 1992 году в Канаде по эскизам В. И. Лопаты были изготовлены первые образцы украинской национальной валюты. Однако в денежное обращение на территории Украины с 1992 года была введена временная валюта, рассчитанная на переходный период — украинский карбованец, или купоно-карбованец. Именно эта денежная единица на протяжении 1992—1995 годов стала жертвой инфляции, обусловленной экономическим кризисом переходного периода.
Первые банкноты гривны были изготовлены в Канаде фирмой Canadian Bank Note Company в 1992 году и больше не печатались. В это же время также были напечатаны новые денежные знаки независимой Украины (гривны) во Франции и Италии. В ходе операции «Щит Украины» на протяжении 1992—1993 годов контейнеры с новой валютой под охраной сотрудников спецподразделения «Альфа» были переправлены на Украину по морю и по воздуху. Для изготовления купюр была использована комбинированная техника — гравюра на стали и литография. В дальнейшем на Банкнотно-монетном дворе Нацбанка Украины в 1994 и 1995 годах были выпущены купюры соответствующих образцов. Все банкноты были одновременно введены в обращение 2 сентября 1996 года.
Первые монеты были отчеканены в 1992 году, но в обращение поступили только 2 сентября 1996 года. Они были изготовлены на Монетных дворах Италии и Англии, а также на Луганском патронном заводе. В результате реформы в обращение были введены разменные монеты номиналом 1, 2, 5, 10, 25, 50 копеек и оборотные — 1 гривна. На аверсе монет изображён герб и название государства, растительный орнамент и год чеканки; на реверсе — номинал и растительный орнамент.

## Ход реформы
По словам одного из участников проведения денежной реформы 1996 года Виктора Суслова, приблизительно за месяц до подписания президентом Украины указа «О денежной реформе на Украине» с грифом секретно был издан указ о создании государственной комиссии по проведению денежной реформы на Украине. Комиссию возглавил П. И. Лазаренко, бывший в тот момент премьер-министром, два заместителя: голова Национального банка Украины В. А. Ющенко и вице-премьер В. М. Пинзеник, кроме того, в состав комиссии вошли первый заместитель председателя Национального банка В. И. Стельмах и глава Комитета по финансовой и банковской деятельности В. И. Суслов.
25 августа 1996 года Президент Украины Леонид Кучма подписал Указ «О денежной реформе на Украине», согласно которому, с целью содействия проведению радикальных рыночных реформ и обеспечения экономики страны стабильной национальной денежной единицей, вводилась в обращение национальная валюта Украины — гривна и её сотая часть — копейка. 2 сентября 1996 Национальный банк Украины (НБУ) выпустил в обращение банкноты номиналом 1, 2, 5, 10, 20, 50 и 100 гривен и разменную монету номиналом 1, 2, 5, 10, 25 и 50 копеек, а также прекратил эмиссию украинских карбованцев, которые подлежали обмену на гривну по курсу: 100 000 карбованцев = 1 гривна. Реформа была проведена за 2 недели: со 2 по 16 сентября 1996 года — после определённого законом срока хождение украинского карбованца в наличном обращении прекращалось, и единственным законным средством платежа на территории Украины становилась гривна. Граждане Украины имели возможность обменять купоно-карбованцы на новую государственную денежную единицу без ограничений и без дополнительной платы за произведение обмена. В соответствии с проведенной реформой со 2 сентября 1996 года в банках выдавались только гривны. До 16 сентября повсеместно к платежу принимались как карбованцы, так и гривны. С 16 сентября 1996 года обмен можно было произвести только в банках. При этом все банкноты, выведенные из обращения в ходе проведения реформы, хоть и изымались из обращения, тем не менее оставались (являлись) законным платёжным средством. Процедура обмена продолжалась до 1998 года.

## Последствия
С помощью усиленной эмиссии купоно-карбованцев удалось решить ряд проблем: создан с нуля и наполнен пенсионный фонд независимой Украины, выплачены зарплаты госслужащим при минимальных поступлениях в бюджет страны, поддерживались государственные предприятия оказавшиеся на грани разорения и т. п. Когда эти проблемы отошли на второй план появилась надобность в новой валюте, крепкой и стабильной, которая вызывала бы доверие на международном рынке, такой валютой и стала гривна. Грамотная пиар кампания новых денег способствовала замедлению процессов девальвации. Заслуги в проведении деноминации были приписаны главе Национального банка Украины В. А. Ющенко, хотя проект деноминации был разработан до этого Вадимом Гетьманом, которого в политических кругах называли «Батько гривни».